# Persicaria punctata
Persicaria punctata är en slideväxtart som först beskrevs av Ell., och fick sitt nu gällande namn av John Kunkel Small. Persicaria punctata ingår i släktet pilörter, och familjen slideväxter. Utöver nominatformen finns också underarten P. p. leptostachya.